# Polk County, Arkansas
Polk County är ett administrativt område i delstaten Arkansas, USA. År 2010 hade countyt 20 662 invånare. Den administrativa huvudorten (county seat) är Mena.

## Geografi
Enligt United States Census Bureau har countyt en total area på 2 233 km². 2 225 km² av den arean är land och 8 km² är vatten.

### Angränsande countyn
- Scott County - nord
- Montgomery County - öst
- Howard County - sydöst
- Sevier County - syd
- McCurtain County, Oklahoma - sydväst
- Le Flore County, Oklahoma - nordväst

### Orter
- Cove